# Allium minutiflorum
Allium minutiflorum är en amaryllisväxtart som beskrevs av Eduard August von Regel. Allium minutiflorum ingår i släktet lökar, och familjen amaryllisväxter.
Artens utbredningsområde är Iran. Inga underarter finns listade i Catalogue of Life.